# NGC 6302
NGC 6302 (även känd som Bugnebulosan, Fjärilsnebulosan eller  Caldwell 69) är en bipolär planetarisk nebulosa i stjärnbilden Skorpionen. Strukturen i nebulosan är bland de mest komplexa som någonsin setts i planetariska nebulosor. Fjärilsnebulosans spektrum visar att dess centrala stjärna är en av de hetaste stjärnorna man känner till, med en yttemperatur på över 250 000 grader Celsius, vilket tyder på att stjärnan från vilken den bildades måste ha varit mycket stor. 
Den centrala stjärnan, en vit dvärg, identifierades 2009 med hjälp av den uppgraderade Wide Field Camera 3  på Hubbleteleskopet. Stjärnan har en nuvarande massa på ca 0,64 solmassa. Den är omgiven av en tät ekvatorialskiva bestående av gas och stoft. Denna täta skiva antas ha orsakat att stjärnans utflöden bildar en bipolär struktur liknande ett timglas. Denna bipolära struktur uppvisar egenskaper som joniseringsväggar, knutar och skarpa kanter på loberna.

## Observationshistorik

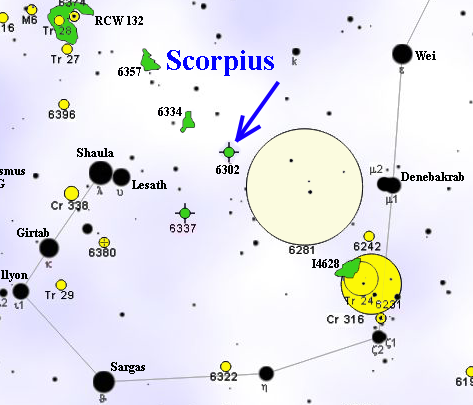
Position för NGC 6302

Eftersom den ingår i New General Catalogue har objektet varit känt sedan åtminstone 1888. År 1907 studerades och beskrevs den av Edward Barnard.
Nebulosan förekom på några av de första bilderna som släpptes efter Hubbleteleskopets sista serviceuppdrag i september 2009.

## Egenskaper
NGC 6302 har en komplex struktur, som kan approximeras som bipolär med två primära lober, även om det finns bevis för ett andra par lober som kan ha tillhört en tidigare fas av massförlust. En mörk bana löper genom nebulosans midja och skymmer den centrala stjärnan vid alla våglängder.
Nebulosan innehåller en framträdande nordvästlig lob som sträcker sig upp till 3,0 bågminuter från centralstjärnan och antas ha bildats genom ett utbrott för cirka 1 900 år sedan. Den har en cirkulär del vars väggar expanderar så att varje del har en hastighet proportionell mot dess avstånd från den centrala stjärnan. Vid ett vinkelavstånd på 1,71 bågminut från den centrala stjärnan mäts flödeshastigheten för denna lob till 263 km/s. Vid lobens yttersta periferi överstiger den utåtriktade hastigheten 600 km/s. Lobens västra kant uppvisar egenskaper som tyder på en kollision med redan existerande gasglober som modifierade utflödet i den regionen.

## Central stjärna
Den centrala stjärnan, bland de hetaste stjärnorna man känner till, hade undgått upptäckt på grund av en kombination av dess höga temperatur (vilket betyder att den strålar huvudsakligen i ultraviolett ljus), den stoftrika torusen (som absorberar en stor del av ljuset från de centrala regionerna, särskilt i ultraviolett ljus) och den ljusa bakgrunden från stjärnan. Den syntes inte på de första bilderna från Hubbleteleskopet, men den förbättrade upplösningen och känsligheten hos den nya vidvinkelkameran 3 i samma teleskop visade senare den svaga stjärnan i mitten. En temperatur på över 200 000 K noterades och en massa på 0,64 solmassa. Stjärnans ursprungliga massa var mycket högre, men det mesta kastades ut i händelsen som skapade den planetariska nebulosan. Stjärnans luminositet och temperatur anger att den avslutat nukleär fusion och är på väg att bli en vit dvärg, som bleknar med en förutspådd hastighet av en procent per år. 

## Stoftets kemi
Den framträdande mörka linjen som löper genom nebulosans centrum har visat sig ha en ovanlig sammansättning med bevis för flera kristallina silikater, kristallin vattenis och kvarts, med andra egenskaper som har tolkats som det första extrasolära fyndet av karbonater. Denna detektering har ifrågasatts på grund av svårigheterna med att bilda karbonater i en icke-vattenhaltig miljö. Tvisten är fortfarande (2005) olöst. 
En av egenskaperna hos det stoft som upptäckts i NGC 6302 är förekomsten av både syrehaltiga silikatmolekyler och kolhaltiga polycykliska aromatiska kolväten (PAH). Stjärnor är vanligtvis antingen syrerika eller kolrika, där förändringen från det förra till det senare sker sent i stjärnans utveckling på grund av kärn- och kemiska förändringar i stjärnans atmosfär. NGC 6302 tillhör en grupp objekt där kolvätemolekyler bildades i en syrerik miljö.